# أشنيات

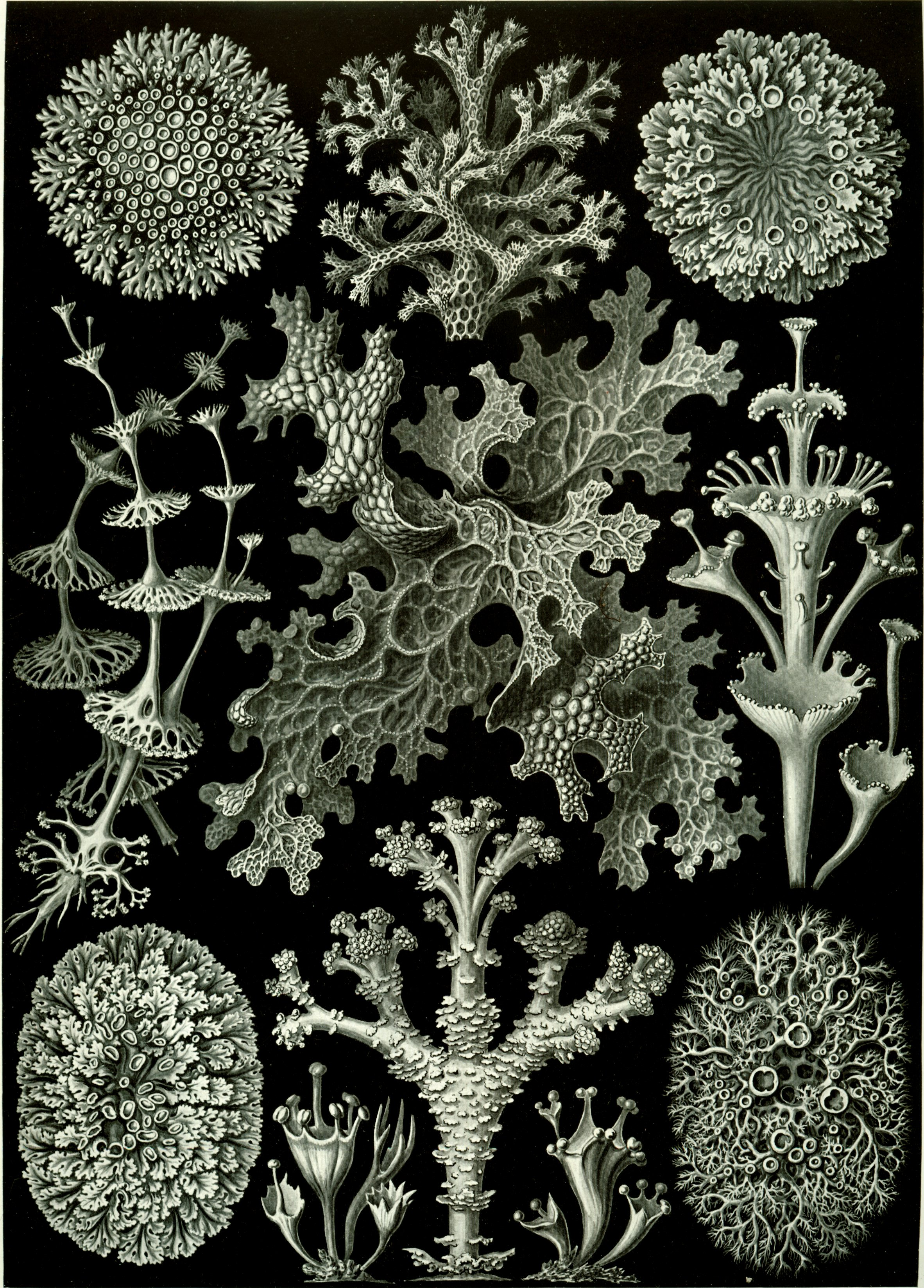
لوحة تصويرية لشيبيات، مأخوذة من أحد كتب إرنست هيكل (1834-1919)

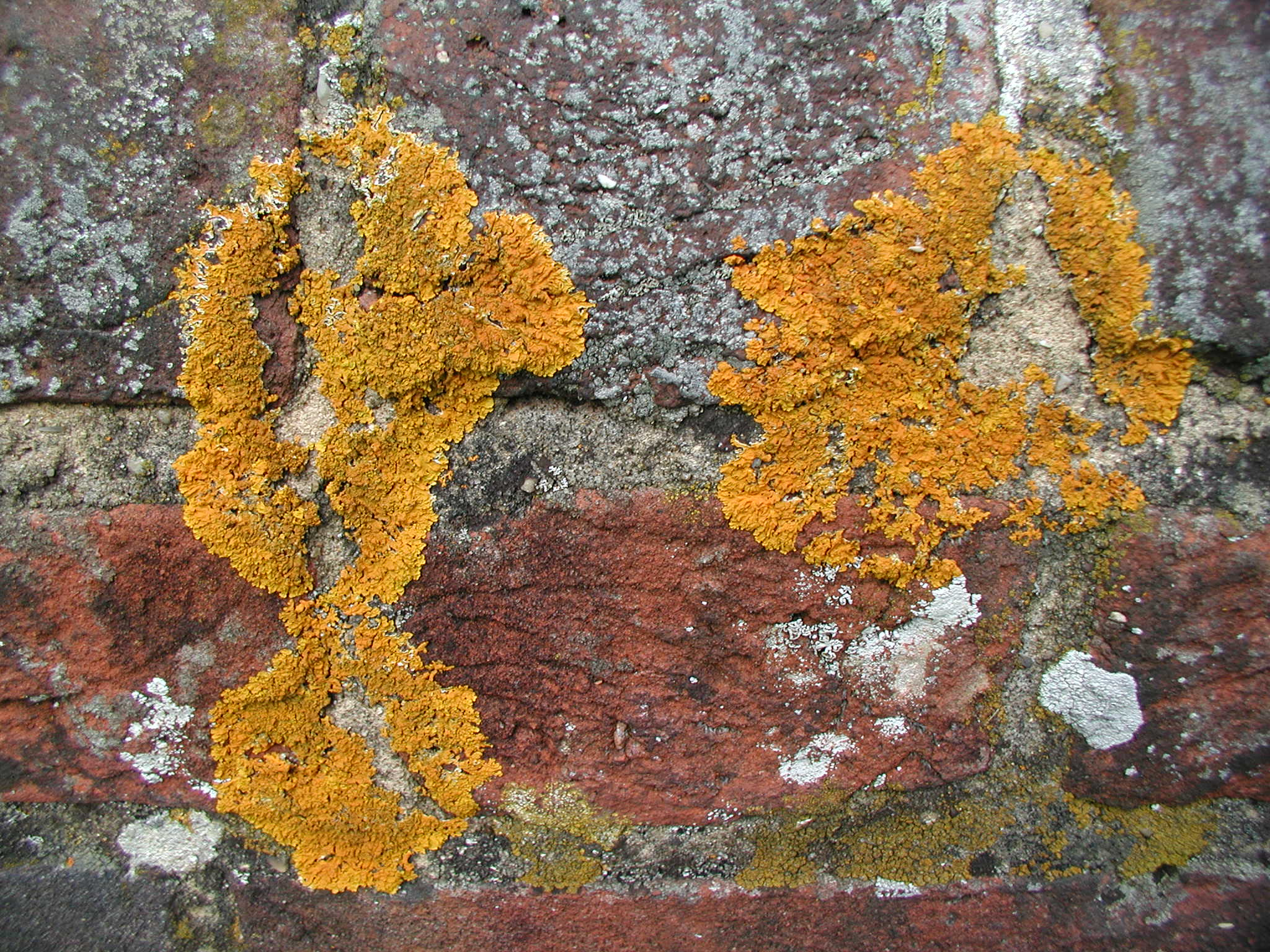
أشنيات قشرية وأخرى ورقية على حائط

الأُشْنَة وجمعها الأشنات أو الأُشَن الشيبيات أو اللشنيات (بالإنجليزية: Lichen)‏ هي كائنات تعايشية تتكون من ترافق بين الطحالب الخضراء المجهرية أو الجراثيم الزرقاء cyanobacteria وفطريات خيطية. وتكون العلاقة بينهما في تكافل حيث يقوم الطحلب بعملية البناء الضوئي ويقوم الفطر بامتصاص الماء والأملاح وبذلك يتحقق التوازن في تحصيل الغذاء بين الطرفين. تأخذ الشيبية الشكل الخارجي للفطر الشريك لذلك تسمى بناء على نوع الفطر. عادة ما يشكل الفطر الغالبية العظمى من كتلة الشيبية، لكن في بعض حالات الشيبيات الخيطية أو الهلامية لا تكون هذه القاعدة ثابتة دوما.

## كيف تنمو الاشنة
لما كانت الأُشنة خالية من الجذور، فهي تنمو فقط عندما ترطب بوساطة النَّدى أو المطر. وعندما تمتص الأشنة الرطبة ضوء الشمس فإن القسم الطحلبي يُنتج السكر بوساطة التركيب الضوئي. انظر: التمثيل الضوئى. وتمر غالبية السكَّر إلى الفطر الذي يستعمله غذاء له. وهكذا يمكن للكائن العضوي أن ينمو. والأُشنة الجافة لا تنمو، غير أنها تستطيع البقاء حية في درجات الحرارة القصوى التي تقتل الأُشنة الرطبة. تُضيف غالبية الأشْنَة حوالي 3ملم سنويا إلى نصف قطرها، لكن القليل من أنواعها ينمو بسرعة أكبر بحوالي عشر مرات. ينمو العديد من مجموعة أشْنَة كروستوز 0,3ملم فقط سنويًا. ويمكن أن يكون عمر هذه الأشْنَة أربعة آلاف عام في المناطق القطبية الشمالية

## التكاثر
تتكاثر الأشنة بثلاث طرق: يُطْلِق الفطر في غالبية الأشنة أبواغًا في الهواء. فإذا ما سقطت إحداها قرب طحلب مناسب نمت حول الطحلب، وتكونت أشنة جديدة. ويتكاثر العديد من الأُشنة أيضًا بوساطة: الصُّرَّات، وهذه تتألف من عدة خلايا طحلبية تُحيط بها شبكة من جدائل فطرية، تتشكَّل هذه الجدائل على سطح الأشنة وتُحْمَل بعيدًا بوساطة الريح أو قطرات المطر، وإذا ما احتُجِزت الصّرّات في شق شجرة أو صخرة، فإنها يمكن أن تبدأ النمو ضمن أشنة جديدة. وتنتج بعض الأُشنة أسيدات بدلاً عن الصرّات. وتكون الأسيدات رقيقة القوام ولها نمو وتدي الشكل على سطح الأشنة. وهي مثل الصرّات تُنثَر بوساطة الريح والماء.

## أنواع
تقسم الأشنات إلى ثلاثة أنواع وهي:
- الأشنات القشرية: تنمو فوق الصخور على شكل قشرة رقيقة.
- الأشنات الورقية: تعيش على سطح التربة أو الصخور على شكل أوراق عريضة ومسطحة.
- الأشنات الشجرية: تظهر على سطح التربة أو معلقة على أغصان الاشجار، على صورة شجيرة صغيرة.

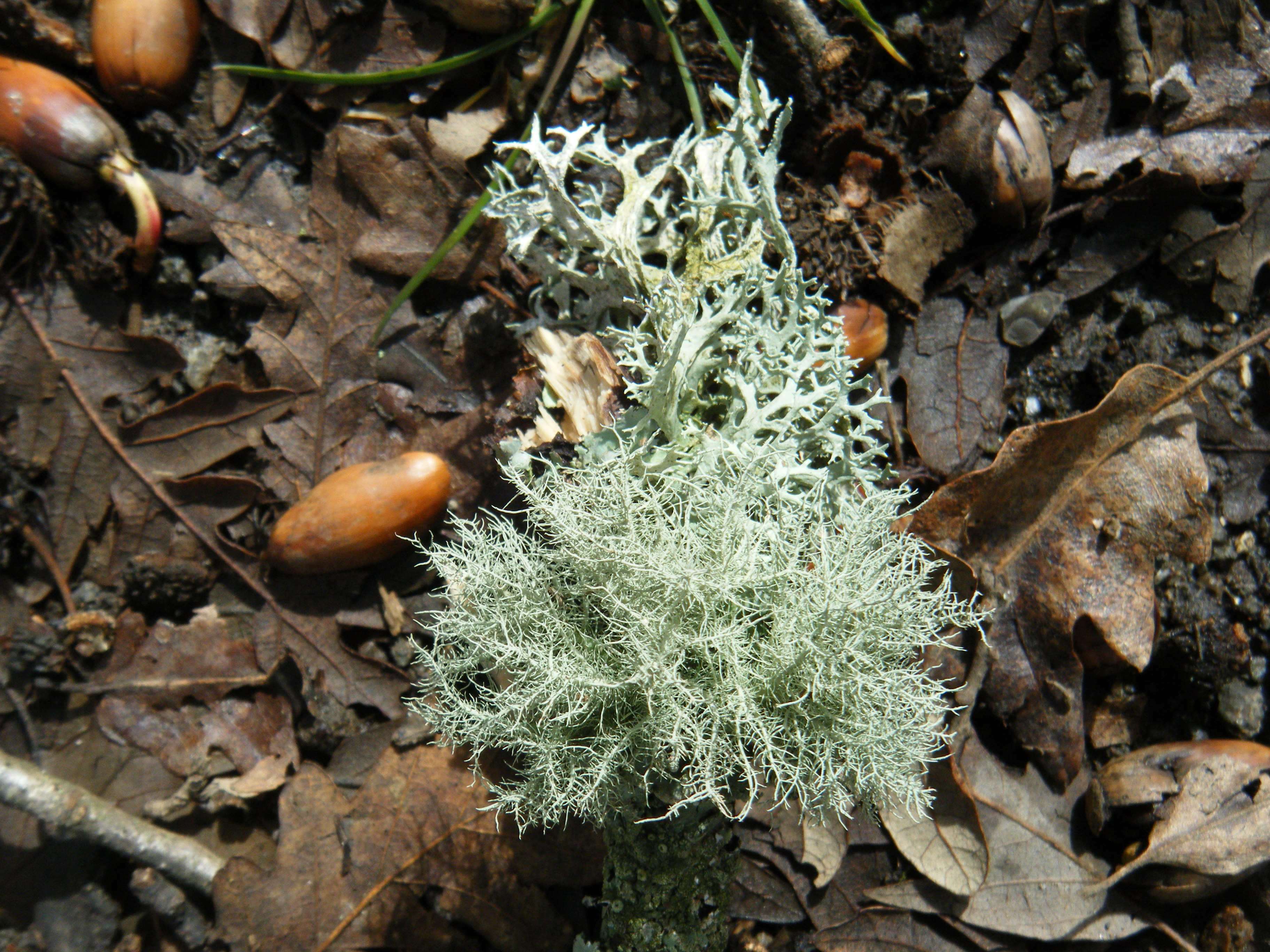
الأشنات الشجرية
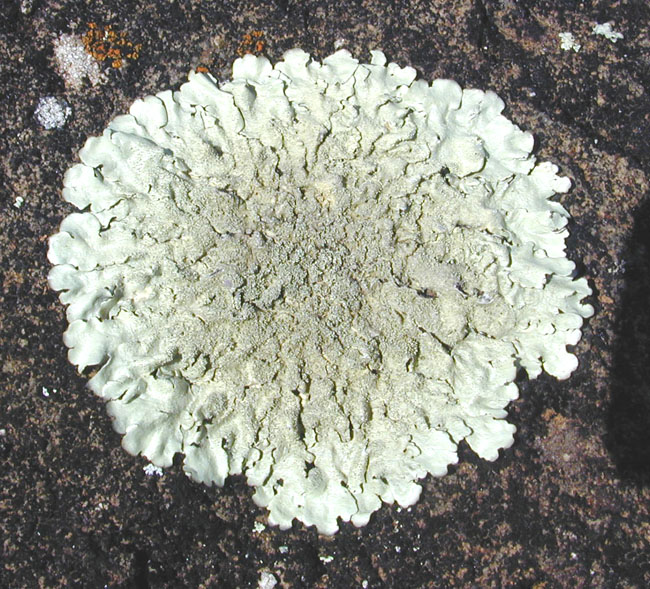
الأشنات الورقية

## الاستخدام
تستخدم كمصدر للأصباغ منذ القدم وذلك لاحتوائها مركبات كيميائية غير عادية. واستخدمت أيضا في صناعة الأدوية والعطور وبعضها كمصدر غذائي،
الأشن حساس للمواد السامة في الجو تستخدم لذلك للأستدلال على تلوث الهواء حول المدن الكبرى وخاصة عن وجود غاز ثنائي اكسيد الكبريت لأنه يحطم صبغ الكلوروفيل، وتمتلك كذلك القدرة على الارتباط بالمعادن الثقيلة ولذا تستخدم للأستدلال على تلوث البيئة بالمعادن الثقيلة.
كما تستخدم أيضا للكشف على مدى تركيزالمواد الإشعاعية بعد التجارب أو أثناء عملية التنقيب عن اليورانيوم المشع 